# دوني أثرتون
دوني أثرتون (بالإنجليزية: Donny Atherton)‏ هو دراج أمريكي، ولد في 30 يناير 1964 في Newbury Park, California ‏ في الولايات المتحدة.